# 数据传输速率
数据传输速率（Data transfer rate）简称传输速率，在电信领域是指在单位时间内在数据传输系统设备之间传送比特，字符，或者块的平均值。
传输速率可以应用于不同功能。反应时间可以帮助网络管理员查明网络里面什么位置速率下降和潜在的阻断。通过分析数据传输速率来相应做调整，作为一个保护性措施，系统可以运行得更加有效，并可以在高负荷的时候预防处理特别的带宽限制。
测试装置比如光纤回路测试可以帮助测量和管理数据传输速率。